# Podhalanka zmiennobarwna
Podhalanka zmiennobarwna (Oreina speciosissima) – gatunek chrząszcza z rodziny stonkowatych i podrodziny Chrysomelinae.

## Taksonomia
Gatunek ten opisany został po raz pierwszy w 1763 roku przez Giovanniego Antonia Scopoliego pod nazwą Chrysomela speciosissima. Obejmuje 9 podgatunków:
- Oreina speciosissima binaghii Daccordi & Ruffo, 1976
- Oreina speciosissima convergens (Suffrian, 1851)
- Oreina speciosissima drenskii Gruev, 1974
- Oreina speciosissima fuscoaenea (Schummel, 1843)
- Oreina speciosissima juncorum (Suffrian, 1851)
- Oreina speciosissima priela Bechyne, 1958
- Oreina speciosissima solarii Daccordi & Ruffo, 1976
- Oreina speciosissima speciosissima (Scopoli, 1763)
- Oreina speciosissima troglodytes (Kiesenwetter, 1861)

## Morfologia
Chrząszcz o wydłużonym, nieco przypłaszczonym ciele długości od 6 do 9 mm. Wierzch ciała ubarwiony bywa czerwono, purpurowo, złoto, miedziano, zielono, niebiesko, granatowo lub czarnofioletowo, przy czym pokrywy często mają pośrodku parę rozmytych smug w odcieniu fioletowoniebieskim, błękitnym lub zielonym. Czułki są jednolicie czarne, ich człony pierwszy i drugi są metalicznie błyszczące. Głaszczki szczękowe cechują się wierzchołkowym członem znacznie węższym od przedostatniego, zwężającym się wyraźnie ku szczytowi. Przedplecze jest najszersze w pobliżu środka, w zarysie z niewykrojonymi tylnymi odcinkami krawędzi bocznych. Boczne brzegi przedplecza są słabiej zgrubiałe niż podhalanki okazałej, ale mocniej niż u O. virgulata. Odwłok ma pierwszy sternit nie dłuższy niż zapiersie. Genitalia samca odznaczają się prąciem o przedniej krawędzi przedłużonej w trójkątny wyrostek z zaokrąglonym szczytem.

## Ekologia i występowanie
Owad górski. Zasiedla hale, połoniny, ziołorośla i skraje lasów. Aktywny jest od maja do lipca. Zarówno osobniki dorosłe jak i larwy są fitofagami, żerującymi na przedstawicielach astrowatych, w tym na miłośnie górskiej i starcu gajowym.
Gatunek palearktyczny, europejski. Podgatunek nominatywny znany jest z Niemiec, Szwajcarii, Liechtensteinu, Austrii, Słowenii, Chorwacji, Bośni i Hercegowiny, Serbii, Czarnogóry, Albanii i Macedonii Północnej. O. s. convergens podawana jest z Hiszpanii, Andory i Francji. O. s. binaghii występuje we Francji i Włoszech. O. s. troglodytes notowana jest z Francji, Szwajcarii i Włoch. O. s. priela jest endemitem Hiszpanii, O. s. solari Włoch, a O. s. drenskii Bułgarii. O. s. juncorum zamieszkuje Ukrainę i Rumunię. O. s. fuscoaenea znana jest z Niemiec, Austrii, Polski, Czech, Słowacji i Węgier. W Polsce podawana jest z Sudetów Zachodnich, Środkowych i Wschodnich, Tatr, Pienin, Beskidu Sądeckiego i Bieszczadów.